# 백양회
백양회(白陽會)는 대한민국의 미술 단체이다.
1957년 12월 중견 동양화가들이 화가 상호간의 친목과 작품연구라는 취지 아래 창립하였다. 인간적인 교류에서 조직되어 한 가지 이념이라기보다는 서로의 독특한 개성을 찾아 각자가 활동하는 것을 원칙으로 하고, 자유로운 상태에서 작업한다는 목표를 두고 출발한 집단이다. 그러나 일반적으로 동양화의 아카데미즘으로 결속된 인상이 짙다.
이 단체는 서울전, 지방전 외에 동남아 각지에서 작품전을 여는 등 가장 발표전을 많이 가진 동양화 모임으로 활발한 활동을 하였다. 가장 큰 활동은 해외 순회전(海外巡廻展)으로 1960년 홍콩과 타이완에서 가진 제1회 해외전, 1961년 일본의 도쿄와 오사카에서 가진 제2회 해외전 등 국내에서 해외 순회전을 가진 첫 단체로 손꼽힌다. 또한, 1958년 목포를 비롯하여 전라남도 일대에서 순회전을 가졌으며, 1964년 12월 제1회 공모전을 가진 것을 시작으로 하여 여러 차례의 공모전을 통하여 신인 발굴과 국전과의 교량 역할을 하였고 백양회사 문공부장관상 등 시상제를 두었다. 그 후 1977년 제11회전을 끝으로 공모전이 중단되었고, 회원전도 1978년 제27회전이 마지막이었다.